# Справедливість

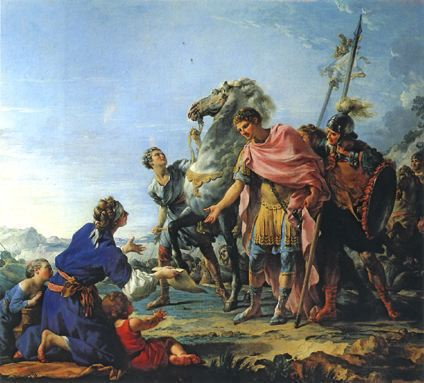
Галле: Справедливість Траяна (1756).

Справедливість — моральна чеснота, яка полягає у правдивому та неупередженому ставленні до когось чи чогось, бажанні віддавати іншим те, що їм належить, поважати права кожного у взаємних стосунках. За Платоном, справедливість — це найвища чеснота, що утримує мужність, поміркованість та мудрість в повній рівновазі й гармонії. Саме справедливість державного устрою породжує у нього «однодушність» (homonoia) і дружбу (philia) співгромадян. У античній Греції богинею справедливості вважалась Феміда (Themis), яка зображалась у образу жінки із вагами у руці. У Середньовіччі до антибутів Феміди додалися меч та пов'язка на очах. Атрибути Феміди символізують справедливий суд, неупередженість та кару за злодіяння.
Чимало філософсько-правових концепцій розглядають справедливість, як найвищу, навіть передумовну правову цінність та морально-етичну цінність.
Справедливість загалом є базовою властивістю людини, як моральної істоти у її ставленні до інших людей. Правова справедливість є категорично-безумовним моральним обов'язком влади — вищим від будь-яких її прогресистських намірів та устремлінь.
Справедливість є принципом адекватності суспільних зусиль, спрямованих на відновлення священної рівноваги світу (права), порушеної внаслідок діяльності чи бездіяльності члена (членів) суспільства чи суспільної інституції (в загальному випадку — суб'єкта, особи).

## Протилежності
- Справедливість протистоїть несправедливості.

## У християнстві
У православному християнстві відносини людини з Богом не лежать в категоріях справедливості. "Якщо, Господи, будеш зважати на беззаконня, хто встоїть, Владико?" (Пс. 130:3).  Бог не є справедливий а милосердний бо «...Милосердя бо ставиться вище за суд» (Як. 2:13). Тим не менше Бог є справедливим і судить справедливо: (1 Пет 2:23 ; Об  16:5,7  "І почув я Ангола вод, який говорив: Ти праведний, що Ти є й що Ти був, і святий, що Ти це присудив! І я чув, як жертівник говорив: Так, Господи, Боже Вседержителю! Правдиві й справедливі суди Твої!"). Господь закликає до справедливості і каже " хай тече правосуддя, немов та вода, а справедливість як сильний потік! (Ам  5:24)"

### Святі отці
Подібно до того «як піщинка не витримує рівноваги з великою вагою золота, так вимоги правосуддя Божого не витримують рівноваги в порівнянні з милосердям Божим», - говорить преподобний Ісаак Сірін. 
Святитель Іван Золотоустий: "Не говори мені: де ж справедливість, якщо мука не має кінця? Коли Бог робить щось, слухайся Його визначень і не підкоряй їх мудруванням людським", але «якщо ти вимагаєш справедливості, то, згідно із законом правди, нам слід було б ще на початку негайно загинути»

## Соціально-політична справедливість
Справедливість, як соціально-політична і морально-правова категорія, дуже цікавить гуманістів. Вона характеризує відповідність між практичною роллю індивідів або соціальних груп у житті суспільства та їхнім соціальним становищем, між їхніми правами й обов'язками, між вчинками й винагородами, заслугами людей та їхнім суспільним визначенням".
Кант вважав, що заходи, які б забезпечували правову справедливість, мають обов'язково випереджати й підготовлювати всі інші урядові акції, які мають за мету, скажімо, розвиток економічної самостійності населення, зростання добробуту держави тощо. На його думку, жодна із започаткованих владою великих соціальних реформ не матиме успіху, якщо їй не передуватиме низка строго-правових заходів, спрямованих на викорінювання «доправового» минулого, на запобігання злочинам, найбільш властивим такому минулому. 
Станіслав Оріховський звертається до короля, закликаючи його дбати про справедливість: «якщо хочеш у країні зажити слави найсправедливішого». Справедливість бачиться мислителем як особиста риса людини. Також він виокремлює іншу справедливість, ту, що «тримається на законах… Цю другу частину справедливості ти мусиш цінувати у твоїй державі, яка є немов ліками для зціплювання ран, а першою є справедливість, а не сила». На думку С. Оріховського, справедливість — це душа держави, головна чеснота, на основі якої мають вирішуватися всі питання.
Станіслав Оріховський вважав, що справедливість у Речі Посполитій є ніби душею в тілі… (держави, позбавлені справедливості, є ні чим іншим, як справжньою злочинністю), то і дбав про справедливість у Польщі як про власну душу".
Людвіг фон Мізес, один з основоположників Австрійської школи економіки в своїй книзі "Людська діяльність" писав, що "не існує такого поняття, як справедливий і чесний метод застосування колосальної влади, яку інтервенціонізм вкладає в руки законодавчої і виконавчої влади. Прихильники інтервенціонізму претендують на те, щоб замінити - як вони стверджують, «соціально» згубний вплив приватної власності та корисливих інтересів - необмеженою свободою дій бездоганно мудрого і незацікавленого законодавця та його сумлінних і невтомних слуг, бюрократів".